# Albert von der Aa
Albert von der Aa (* 19. Januar 1894 in Vevey; † 10. Juli 1978 in Lausanne) war ein Schweizer Politiker (SP) und Redakteur.

## Biografie
Albert von der Aa wurde am 19. Januar 1894 als Sohn des Typographen, späteren Direktors des Schlachthofs von Vevey und Waadtländer SP-Grossrats Auguste von der Aa sen. in Vevey geboren. Von der Aa, von Beruf Journalist, wirkte von 1924 bis 1939 als Chefredakteur des „Droit du Peuple“ beziehungsweise von 1939 bis 1946 in der zur Abgrenzung gegenüber den Kommunisten gegründeten „Peuple“.
Albert von der Aa, der in erster Ehe mit Laura sowie in zweiter Ehe mit Yvonne, den Töchtern des Professors Charles Delhorbe an der Universität Lausanne  und Schwestern des Schriftstellers und SP-Grossrats Florian Delhorbe, verheiratet war, verstarb am 10. Juli 1978 im Alter von 84 Jahren in Lausanne. Sein Bruder Auguste von der Aa jun., ebenfalls Politiker, war von 1945 bis 1949 und von 1957 bis 1961 als PdA-Grossrat im Kantonsparlament vertreten.

## Politik
Albert von der Aa agierte von 1925 bis 1946 als Mitglied der SP im Gemeinderat von Lausanne, in dem er für die Legislative zuständig war. Daneben setzte er sich in den Jahren 1930 bis 1966 als Waadtländer Grossrat, den er 1953 präsidierte, besonders für das Frauenstimmrecht ein. Im Jahr 1943 wurde er in den Nationalrat gewählt, trat aber 1946 zurück, um in die Stadtregierung von Lausanne einzutreten. Bis 1949 leitete er die industriellen Betriebe, danach bis zu seiner Pensionierung 1961 das Sozialwesen. Der redegewaltige Albert von der Aa galt als populärster sozialdemokratischer Politiker des Kantons Waadt seiner Zeit.